# South-American Beach Games 2014/Beachhandball
Der Beachhandball-Wettbewerb bei den South-American Beach Games 2014 (spanisch Juegos Suramericanos de Playa 2014; portugiesisch Jogos Sul-Americanos de Praia 2014) waren die dritte Austragung eines Beachhandball-Wettbewerbs im Rahmen der South-American Beach Games. Der Wettbewerb wurde vom 15. bis 17. Mai des Jahres, also exakt zwei Jahre nach der ersten Austragung, am Strand Coliseo Hugo Chávez in Vargas, Venezuela von der Organización Deportiva Suramericana (ODESUR) durchgeführt.
Nach mehreren Verschiebungen der Termine der Austragung der Games nahmen nur fünf Nationen teil, da Paraguay und Uruguay je nur eine Mannschaft stellten, waren es je vier weibliche und männliche Nationalteams. Es war die niedrigste Teilnahme an diesem Wettbewerb. Da die letzte Verschiebung zu Terminproblemen führte, konnten auch die brasilianischen Mannschaften als Titelverteidiger nicht antreten. Somit war der Weg für neue Sieger frei. Die Gastgeber aus Venezuela konnten beide Turniere gewinnen. Damit waren sie nach Brasilien und Uruguay erst die dritte Nation, die einen Titel auf dem amerikanischen Doppelkontinent gewinnen konnten, wobei die weibliche Nationalmannschaft auch erst ihr zweites Nationalmannschafts-Turnier bestritten hatte. Eine Silber- und eine Bronzemedaille ging nach Argentinien, das Männerfinale bestritt Uruguay gegen die Gastgeber.
| Frauen Details | Vargas, Venezuela | Venezuela | 2:1 | Argentinien | Paraguay    | 2:0 | Ecuador |
| Männer Details | Vargas, Venezuela | Venezuela | 2:0 | Uruguay     | Argentinien | 2:0 | Ecuador |

## Platzierungen der Mannschaften
| Nation         | Frauen | Männer |
| -------------- | ------ | ------ |
| Argentinien    | 2      | 3      |
| Ecuador        | 4      | 4      |
| Paraguay       | 3      | –      |
| Uruguay        | –      | 2      |
| Venezuela      | 1      | 1      |
| Teilnehmerzahl | 4      | 4      |

| Legende | Legende | Legende | Legende              |
| ------- | ------- | ------- | -------------------- |
| 1       | 2       | 3       | Podest-Platzierungen |
| 4       | 4       | 4       | Halbfinalist         |